# Dismorphia hyposticta
Dismorphia hyposticta är en fjärilsart som först beskrevs av Felder 1861.  Dismorphia hyposticta ingår i släktet Dismorphia och familjen vitfjärilar. Inga underarter finns listade i Catalogue of Life.

## Bildgalleri

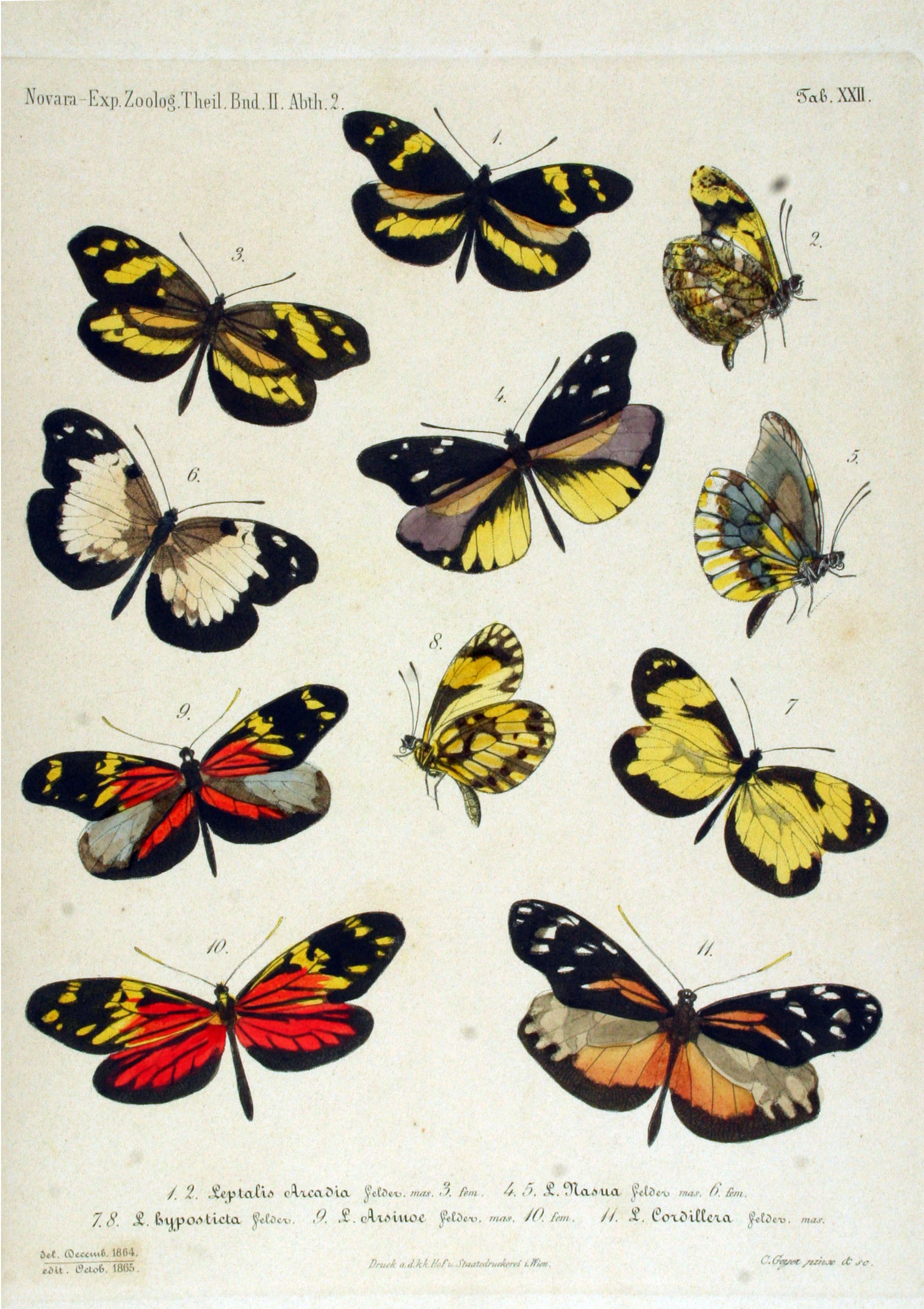